# Carl Gustaf von Brinkman

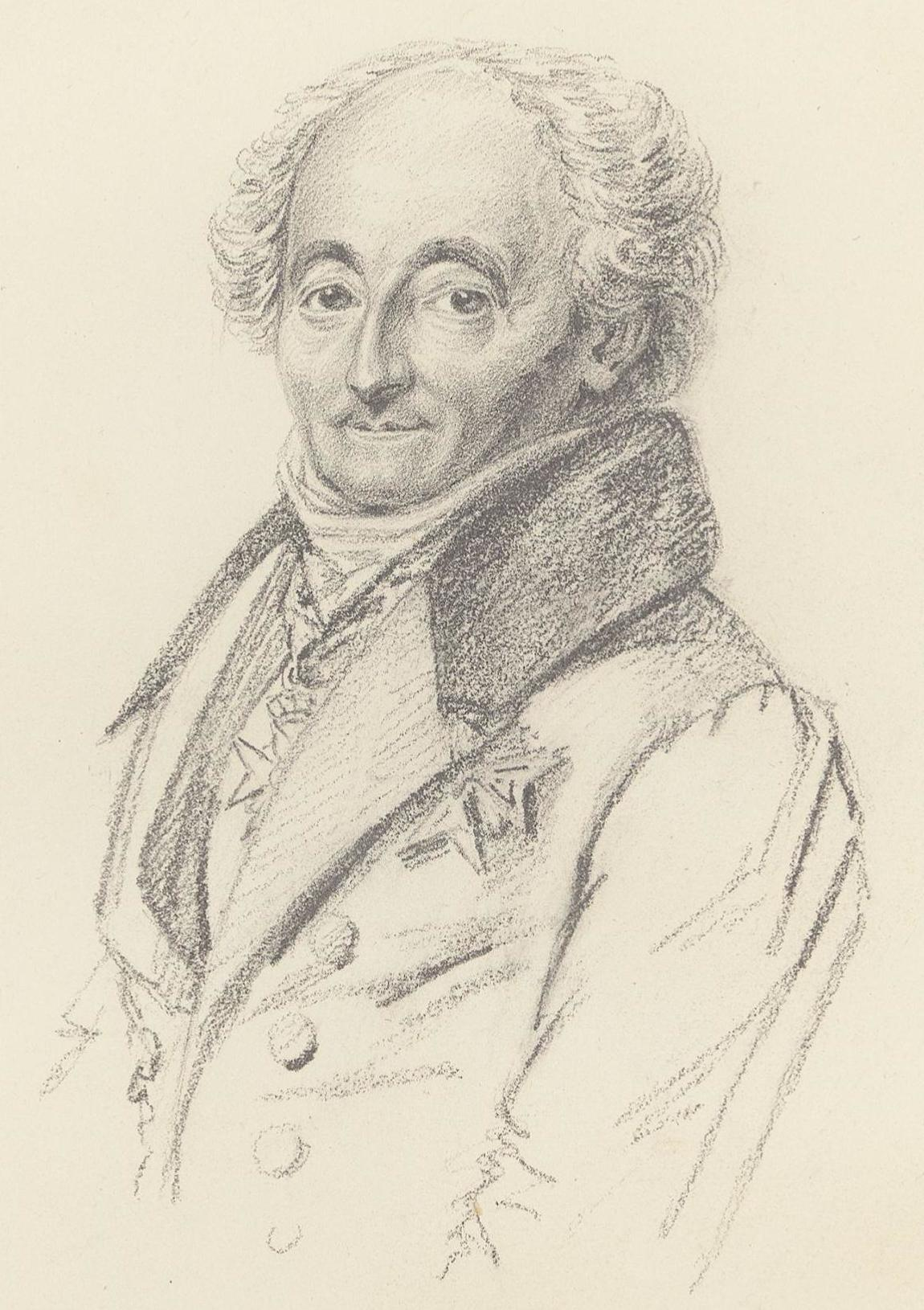
Carl Gustaf von Brinkman (1835)

Carl Gustaf von Brinkman (Nacka (Stockholms län), 25 februari 1764 - Stockholm, 25 december 1847) was een Zweeds schrijver. Vanaf 1828 was hij lid van de Zweedse Academie, op zetel 3, ter opvolging van Johan Adam Tingstadius. 